# Tanya Anacleto
Tanya Anacleto (ur. 1 maja 1976, zm. 9 lutego 2003) – mozambicka pływaczka.

## Kariera
Startowała w biegu na 50 m stylem dowolnym na Letnich Igrzyskach Olimpijskich 2000 w Sydney. Otrzymała bilet od FINA w ramach programu Universality z czasem wejścia wynoszącym 29:48. W trzeciej eliminacji rzuciła wyzwanie siedmiu innym pływakom, w tym największej faworytce z Nigerii Ngozi Monu i 15-letniej nastolatki z Aruby Roshendra Vrolijk. Wskoczyła do wody z najszybszą reakcją wynoszącą 0,64 sekundy, uzyskując drugi najszybszy czas i rekord Mozambiku wynoszący 28,78. Nie awansowała do półfinału, ponieważ w eliminacjach zajęła 58. miejsce w gronie 74 zgłoszonych do zawodów pływaczek.
W dniu 9 lutego 2003 roku ona i jej mąż Reginaldo Correia zginęli na miejscu w wypadku drogowym po tym, jak ich samochód uderzył w drzewo na wsi Mozambiku.